# 中田理智
中田 理智（なかた りち、2011年7月3日 - ）は、日本の子役。ジョビィキッズ所属。

## 出演

### ドラマ
- 大河ドラマ いだてん〜東京オリムピック噺〜（2019年、NHK） - 美濃部清  / 強次 （いずれも幼少期）役
- 少年寅次郎スペシャル 前編（2020年12月4日、NHK） - タンクロー 役
- きよしこ（2021年3月20日、NHK） - 松崎 役
- 不適切にもほどがある!（2024年1月26日 - 、TBS） - 井上昌和（中学生時代） 役

### CM
- ベネッセコーポレーション・進研ゼミ 小学講座（2021年）
- UR賃貸 小さなまち篇

### 映画
- ボス・ベイビー ファミリー・ミッション（2021年） - ネイサン役（吹替え）